# Charlotte Hilmer
Charlotte Hilmer, geb. Wegel (* 4. Mai 1909 in Hamburg; † 7. Mai 1958 ebenda), war eine deutsche Malerin und Grafikerin.

## Leben

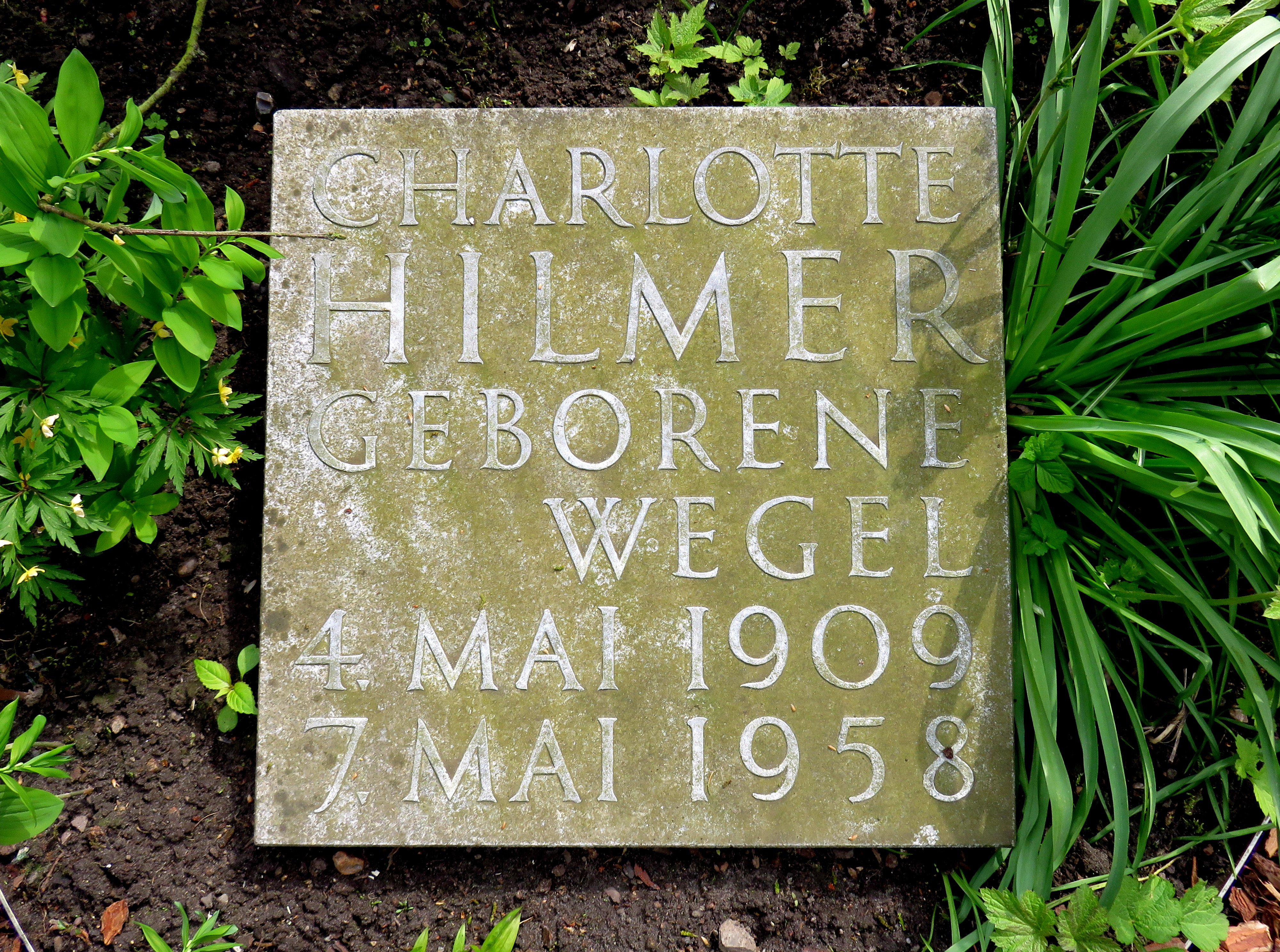
Grabstein im
Garten der Frauen auf dem Friedhof Ohlsdorf

Hilmer wurde 1909 in Hamburg geboren. Nach dem Abitur Ostern 1928 an der Richard Wagner-Schule in Hamburg studierte sie bis 1929 an der Landeskunstschule Hamburg, wo sie eine Schülerin von Eduard Steinbach war. Von 1929 bis 1930 studierte sie an der Kunstakademie Königsberg, dann von 1930 bis 1933 an der Akademie der Bildenden Künste Stuttgart. Dort hatte Anton Kolig – in Wien im Umfeld von Oskar Kokoschka tätig – Einfluss auf sie. Auch Robert Breyer gehörte zu ihren Lehrern. Auf den Kunstschulen beschäftigte sie sich fast ausschließlich mit Aktstudien. Danach verlegte sie ihr Interesse auf Personendarstellungen, Porträts und Stillleben. Nach 1941 kamen Naturlandschaften in Aquarell und Öl hinzu, die schließlich ihr Werk dominierten. Zwischen 1950 und 1958 unternahm sie mehrere Studienreisen nach Dänemark, in die Niederlande und Italien, entwickelte dabei ihren auf dem Expressionismus basierenden Stil.
Charlotte Hilmer war seit 1939 mit dem Maler und Bildhauer Arnold Hilmer (1908–1993) verheiratet. Sie starb 1958 in Hamburg durch Suizid. Ihr Grabstein steht im Garten der Frauen auf dem Ohlsdorfer Friedhof in Hamburg.
Arbeiten Hilmers befinden sich in der Hamburger Kunsthalle, im Märkischen Museum in Witten und in verschiedenen Privatsammlungen.

## Ausstellungen (Auswahl)
- 1953: Dritte Deutsche Kunstausstellung, Dresden[1]
- 1956: Museum für Völkerkunde Hamburg, mit Arnold Hilmer
- 1958: Hamburger Kunsthalle (mit Katalog)
- 1960: Märkisches Museum, Darmstadt und Witten (mit Katalog)
- 1962: Gustav-Lübcke-Museum, Hamm
- 1962: Städtisches Museum Göttingen (mit Katalog)
- 1964: Kunstkabinett Hanna Bekker vom Rath, Frankfurt